# Georg Alexander Pick
Georg Alexander Pick, avstrijski matematik, * 10. avgust 1859, Dunaj, Avstrija, † 26. julij 1942, Koncentracijsko taborišče v Terezínu, sedaj Češka.

## Življenje in delo
Pick se je rodil v judovski družini materi Josefi Schleisinger in očetu Adolfu Josefu Picku.
Študiral je na Univerzi na Dunaju in doktoriral leta 1880 pod mentorstvom Lea Königsbergerja in Emila Weyra. Po doktoratu je bil Machov asistent na Karel-Ferdinandovi univerzi v Pragi. Tam je leta 1881 postal profesor. Leta 1884 je zapustil univerzo in to leto delal s Felixom Kleinom na Univerzi v Leipzigu. Drugače je ostal v Pragi do svoje upokojitve leta 1927, ko se je vrnil na Dunaj.
Leta 1899 je opisal izrek o površini preprostih mnogokotnikov, ki se danes imenuje po njem Pickov izrek. Njegov izrek se posploši na več razsežnosti (n > 2) z Ehrhartovimi polinomi. Pickov izrek je postal znan, ko ga je Steinhaus vključil v svojo izdajo dela Matematični kalejdoskop (Kalejdoskop matematyczny) leta 1969.
V letu 1911 je bil Pick predsednik odbora na tedanji Nemški univerzi v Pragi, ki je izvolil Alberta Einsteina za predstojnika stolice za matematično fiziko. Tedaj ga je spoznal z deli italijanskih matematikov Gregoria Ricci-Curbastra in Tullia Levi-Civite na področju absolutnega diferencialnega računa, s pomočjo katerega je leta 1915 Einstein uspešno razvil splošno teorijo relativnosti.
Med Pickovimi štdenti v pragi je bil Charles Loewner. Pick je bil mentor doktorantom Josefu Grünwaldu, Walterju Fröhlichu in Saly Struik. Izbrali so ga člana Češke akademije znanosti in umetnosti, vendar so ga po nacističnem zavzetju Prage izključili.
Po aneksiji, ko so nacisti 12. marca 1938 marširali v Avstrijo, se je Pick vrnil v Prago. Marca 1939 so nacisti napadli Češkoslovaško. Picka so 12. julija 1942 poslali v Koncentracijsko taborišče Terezin, kjer je dva tedna kasneje umrl.